# Krucifix (Veská)
Bohatě zdobený pískovcový krucifix, dílo neznámého lidového umělce z počátku 19. století, se nalézá na oploceném pozemku u silnice vedoucí na Sezemice ve vesnici Veská, místní části města Sezemice v okrese Pardubice. Krucifix je od roku 1958 chráněn jako nemovitá kulturní památka ČR.

## Popis
Trojdílný podstavec krucifixu je postaven na dvou kamenných stupních. Sokl krucifixu je ozdoben reliéfním vlysem, do kterého je vsazena leštěná černá deska se jmény padlých v 1. světové válce.
Dřík krucifixu je na bocích ozdoben trojitými volutami, které obklopují plochou niku s reliéfem Panny Marie Bolestné. Dřík je zakončen malou římsou, na které je umístěna větší krychlová hlavice ozdobená plastickými reliéfy.
Na této hlavici je umístěn kříž zasazený do kónicky prohnutého soklu (s reliéfním motivem kalicha v čele) a drobnými podstavci na bocích. Na kříži s trojlistými rameny je umístěn korpus Krista s krátkým tělem, jenž se nohama dotýká skalky u paty kříže s reliéfem lebky. Nad hlavou Krista je nápis INRI.

## Fotogalerie

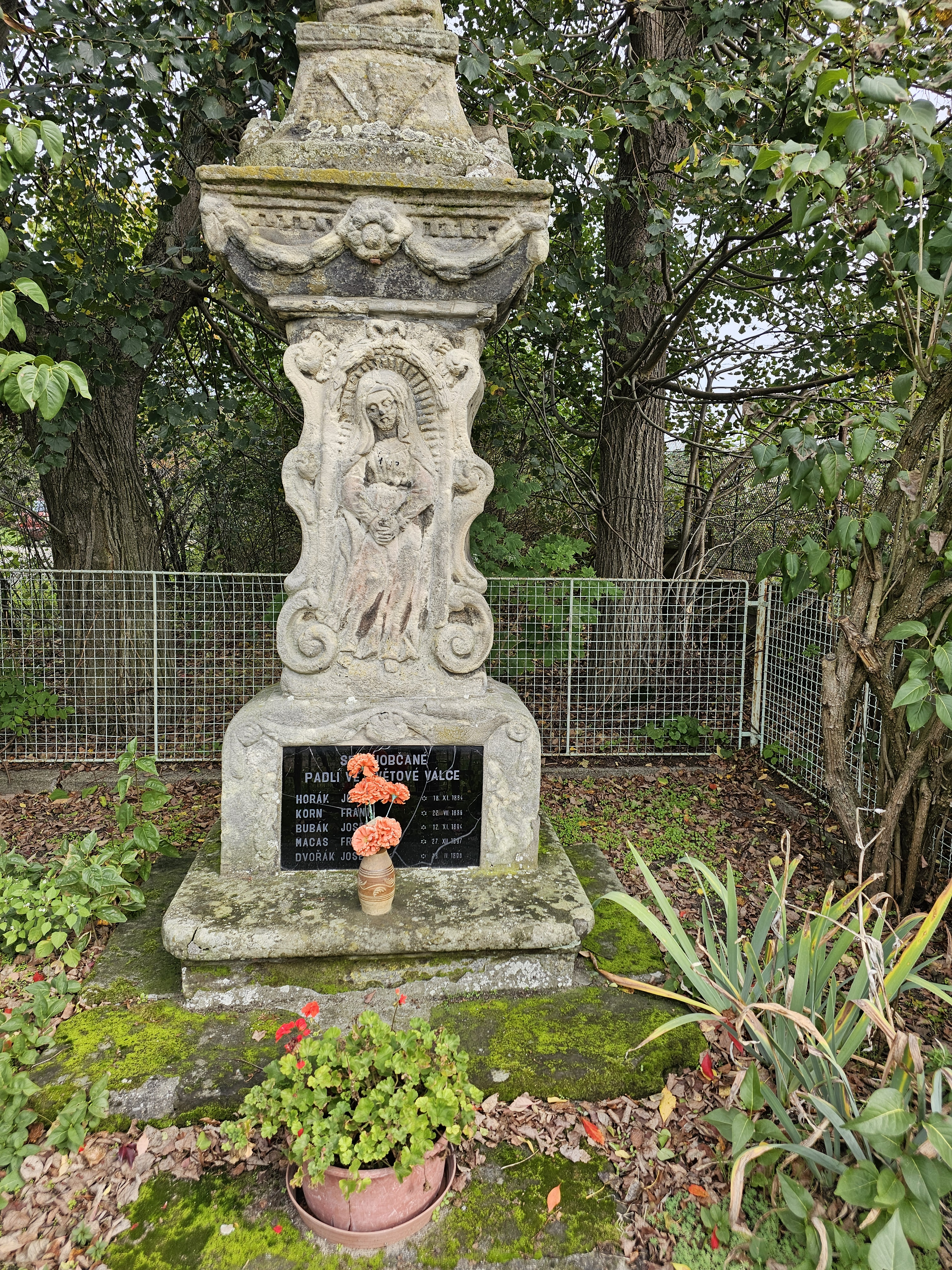
Krucifix ve vesnici Veská
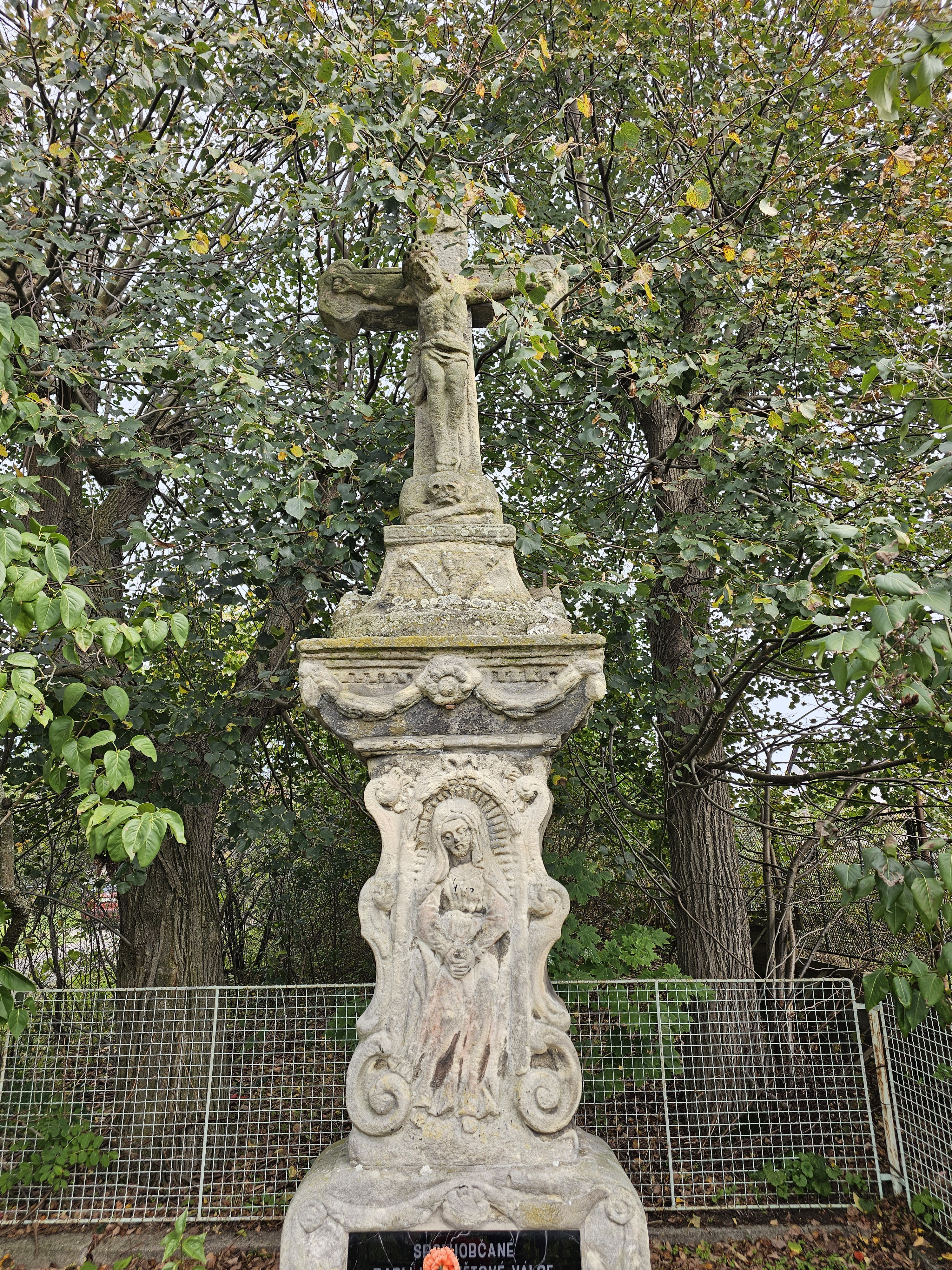
Krucifix ve vesnici Veská
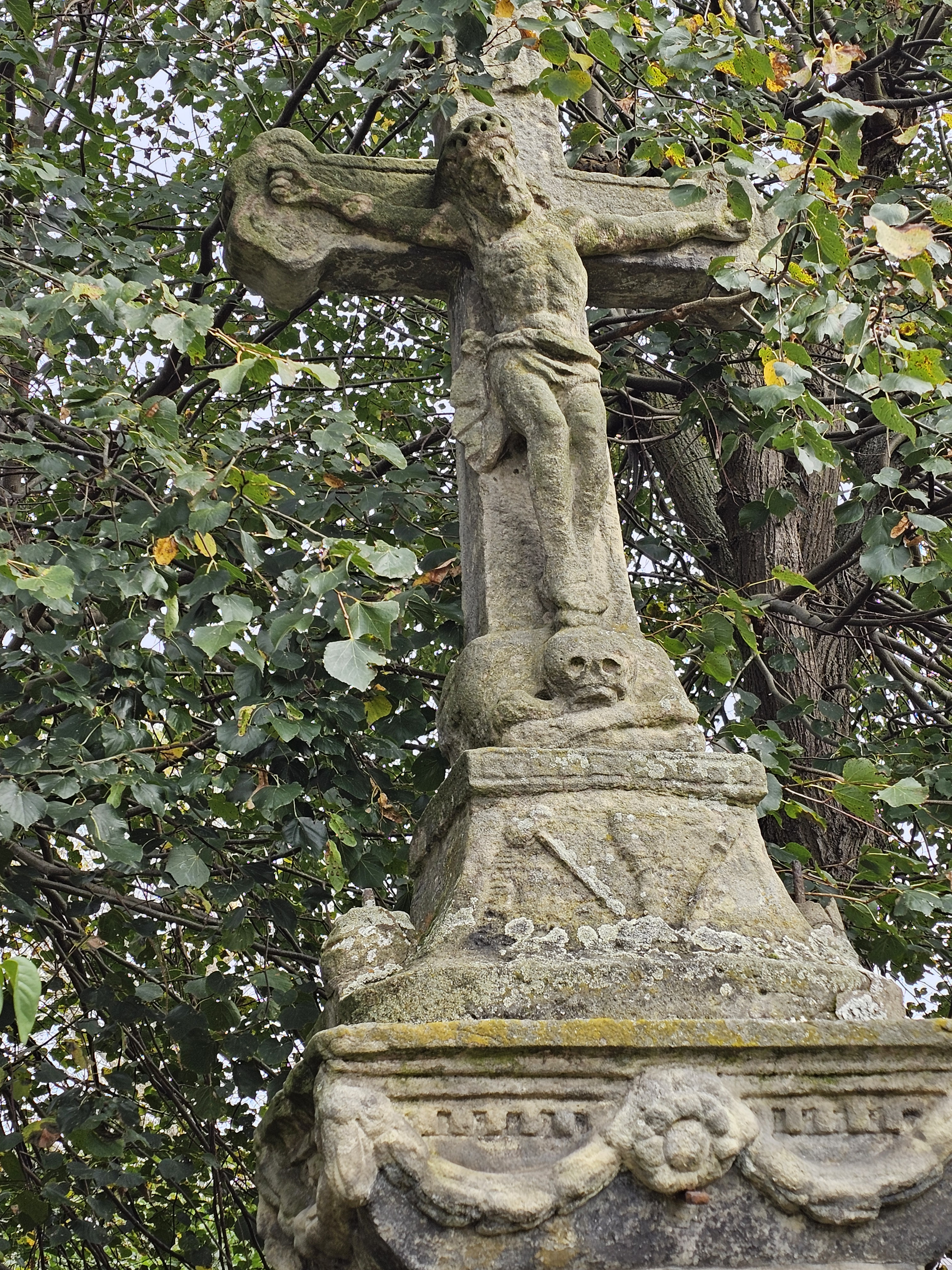
Krucifix ve vesnici Veská